# Ustenovo
Ustenovo (en rus: Устеново) és un poble de l'óblast de Vólogda, a Rússia, que el 2002 tenia 3 habitants.